# کیپ هارکریدر
کیپ هارکریدر (انگلیسی: Kip Harkrider؛ زادهٔ september ۱۶, ۱۹۷۵ (۴۹ سال)) ورزشکار بیسبال اهل ایالات متحده آمریکا است.
وی در مسابقات کشوری و بین‌المللی در مجموع برندهٔ ۱ مدال برنز شده‌است.